# White Rapid
Die White Rapid ist eine Stromschnelle des Motu River in der Region Bay of Plenty auf der Nordinsel Neuseelands. Sie liegt wenige Kilometer stromabwärts der Fan Rapid in der Raukumara Range.